# Новосуховый
Новосуховый — посёлок в Тацинском районе Ростовской области.
Входит в состав Суховского сельского поселения.

## География

### Улицы
| - ул. Административная, - ул. Вязовая, - ул. Клубная, - ул. Колодезная, - ул. Молодёжная, | - ул. Садовая, - ул. Степная, - ул. Цветочная, - ул. Центральная, - ул. Черемушки, | - пер. Малый, - пер. Прудовый, - пер. Северный. |

## История
В 1987 году указом ПВС РСФСР поселку центральной усадьбы совхоза «Тацинский» присвоено наименование Новосуховый.

## Население
| 2010 |
| ---- |
| 668  |